# Kisújszállás
Kisújszállás – miasto na Węgrzech, w Komitacie Jász-Nagykun-Szolnok, w powiecie Karcag.

## Miasta partnerskie
- Pačir, Serbia
- Eberschang, Austria
- Nowa Wieś Spiska, Słowacja
- Săcele, Rumunia
- Serne, Ukraina
- Wilamowice, Polska